# Lymanopoda shefteli
Lymanopoda shefteli är en fjärilsart som beskrevs av Dyar 1913. Lymanopoda shefteli ingår i släktet Lymanopoda och familjen praktfjärilar. Inga underarter finns listade i Catalogue of Life.